# Miss Internacional 1995
Miss Internacional 1995 fue la 35.ª edición de Miss Internacional, cuya final se llevó a cabo en el Shinjuku Pension Hall, Koseinenkin Kaikan, en la ciudad de Tokio, Japón el 10 de septiembre de 1995. Candidatas de 45 países y territorios compitieron por el título. Al final del evento Christina Lekka, Miss Internacional 1994 de Grecia coronó a Anne Lena Hansen de Noruega como su sucesora.

## Resultados
| Resultados finales      | Concursante |
| ----------------------- | --- |
| Miss Internacional 1995 | - Noruega - Anne Lena Hansen |
| 1.ª Finalista           | - Venezuela - Ana María Amorer |
| 2.ª Finalista           | - República Checa - Renata Hornofová |
| Semifinalistas (Top 15) | - Bolivia - Liliana Arce - Brasil - Débora Moretto - Colombia - Iovana Grisales - Corea - Lee Yoo-ree - España - Jimena Garay - Filipinas - Gladys Dueñas - Francia - Mélody Vilbert - Grecia - Maria Pavli - Islandia - Lovísa Guðmundsdóttir - Japón - Yuka Kondo - Turquía - Ahu Paşakay - Vietnam - Trương Quỳnh Mai |

### Premios Especiales
- Miss Simpatía:  Japón - Yuka Kondo
- Miss Fotogénica:  República Eslovaca - Jana Sluková
- Traje Nacional:  Vietnam - Trương Quỳnh Mai

## Relevancia histórica del Miss Internacional 1995
- Noruega gana Miss Internacional por segunda vez.
- Venezuela obtiene el puesto de Primera Finalista por segunda vez. La primera vez fue en 1984.
- República Checa obtiene el puesto de Segunda Finalista por primera vez.
- Colombia, Corea, España, Filipinas, Francia, Grecia, Japón y Venezuela repiten clasificación a semifinales.
- Colombia y Corea clasifican por quinto año consecutivo.
- Venezuela clasifica por cuarto año consecutivo.
- Japón clasifica por tercer año consecutivo.
- España, Filipinas, Francia y Grecia clasifican por segundo año consecutivo.
- Turquía clasificó por última vez en 1993.
- Brasil, Islandia y Noruega clasificaron por última vez en 1992.
- Bolivia clasificó por última vez en 1990.
- República Checa y Vietnam clasifican por primera vez en la historia del concurso. En el caso de República Checa apunta su clasificación más alta hasta la fecha.
- De Europa entraron siete representantes a la ronda de cuartos de final, transformándose este en el continente con más semifinalistas, de igual manera dominaron la ronda final colocando a dos países.
- Ninguna nación de África u Oceanía pasó a la ronda semifinal.

## Candidatas
47 candidatas de todo el mundo participaron en este certamen:
| - Alemania - Katja Honak - Argentina - Lorena Andrea Palacios - Aruba - Yolanda Janssen - Australia - Kristen Szypica - Bélgica - Berenice De Bondt - Bolivia - Liliana Arce Angulo - Brasil - Débora Reis Moretto - Colombia - Iovana Soraya Grisales Castañeda - Corea - Lee Yoo-ree - Chipre - Eleni Chrysostomou - Dinamarca - Sabine Sørensen - El Salvador - Natalia Díaz - España - Jimena Garay - Estados Unidos - Krista Loskota - Fiyi - Rejieli Ratu - Filipinas - Gladys Andre Dinsay Dueñas - Francia - Mélody Vilbert - Gran Bretaña - Melanie Abdoun - Grecia - Maria Pavli - Guam - Marie Angelique Penrose - Guatemala - Indira Lili Chinchilla Paz - Hawái - Yula Kim - Holanda - Nathalie van den Dungen - Honduras - Sayda Umaña López | - Hong Kong - Juliana Lo Yuen-Yan - India - Priya Gill - Islandia - Lovísa Aðalheiður Guðmundsdóttir - Israel - Michal Shtibel - Japón - Yuka Kondo - Luxemburgo - Paola Roberto - Malta - Roxanne Sammut - México - Marlena de la Garza - Marianas del Norte - Elaine Tudela - Noruega - Anne Lena Hansen - Panamá - Lorena Hernández Montero - Paraguay - Patricia Viviana Galindo Cabral - Portugal - Patrícia Trigo - Puerto Rico - María del Rocío Arroyo Rivera - República Checa - Renata Hornofová - República Dominicana - Cándida Lara Betances - República Eslovaca - Jana Sluková - Seychelles - Josianne Dorby - Singapur - Lynette Lee - Tailandia - Aranyaporn Jatupornphan - Turquía - Ahu Paşakay - Venezuela - Ana María Amorer Guerrero - Vietnam - Trương Quỳnh Mai |

### No concretaron su participación
- Ecuador - Paola Farias Álvarez
- Finlandia - Carmen Mäkinen
- Islas Caimán - Dianne Conolly
- Ucrania - Nataliya Kolumbet

## Crossovers
Miss Universo
- 1995:  República Dominicana - Cándida Lara (Semifinalista).
- 1995:  Guatemala - Indira Chinchilla
- 1996:  República Checa - Renata Hornofová

Miss Mundo
- 1994:  Gran Bretaña - Melanie Abdoun (Semifinalista).
- 1994:  Noruega - Anne Lena Hansen

Miss Europa
- 1995:  Luxemburgo - Paola Roberto